# Зарічанська сільська рада (Жидачівський район)
| Зарічанська сільська рада — орган місцевого самоврядування у Жидачівському районі Львівської області з адміністративним центром у с. Заріччя. Водоймища на території, підпорядкованій даній раді: річки Стрий, Дністер. 7.5.1946 в Жидачівському районі село Волянів перейменували на Заріччя і Волянівську сільську Раду — на Зарічанську. Сільській раді підпорядковані населені пункти: - с. Заріччя - с. Дем'янка-Лісна - с. Дем'янка-Наддністрянська - с. Межиріччя |

## Склад ради
Рада складається з 14 депутатів та голови.

### Керівний склад ради
| ПІБ                           | Основні відомості                                                 | Дата обрання | Дата звільнення |
| ----------------------------- | ----------------------------------------------------------------- | ------------ | --------------- |
| Данчевський Богдан Васильович | Сільський голова, 1967 року народження, освіта, безпартійний      | 26.03.2006   | 31.10.2010      |
| Хомин Микола Миколайович      | Сільський голова, 1976 року народження, освіта вища, безпартійний | 31.10.2010   | 24.11.2020      |

Примітка: таблиця складена за даними джерела